# Lilian Bland

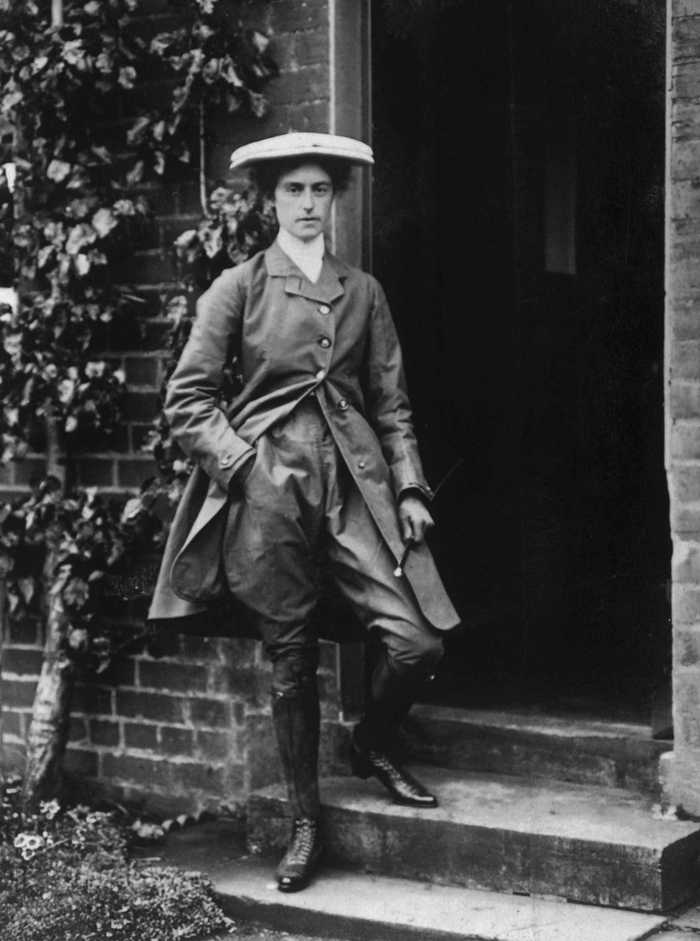
Lilian Bland (vor 1911)

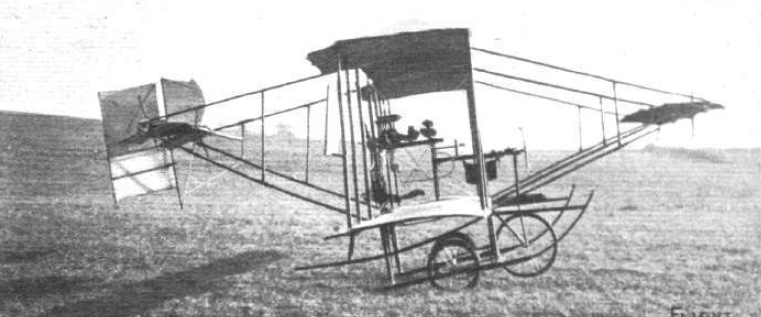
Die Mayfly

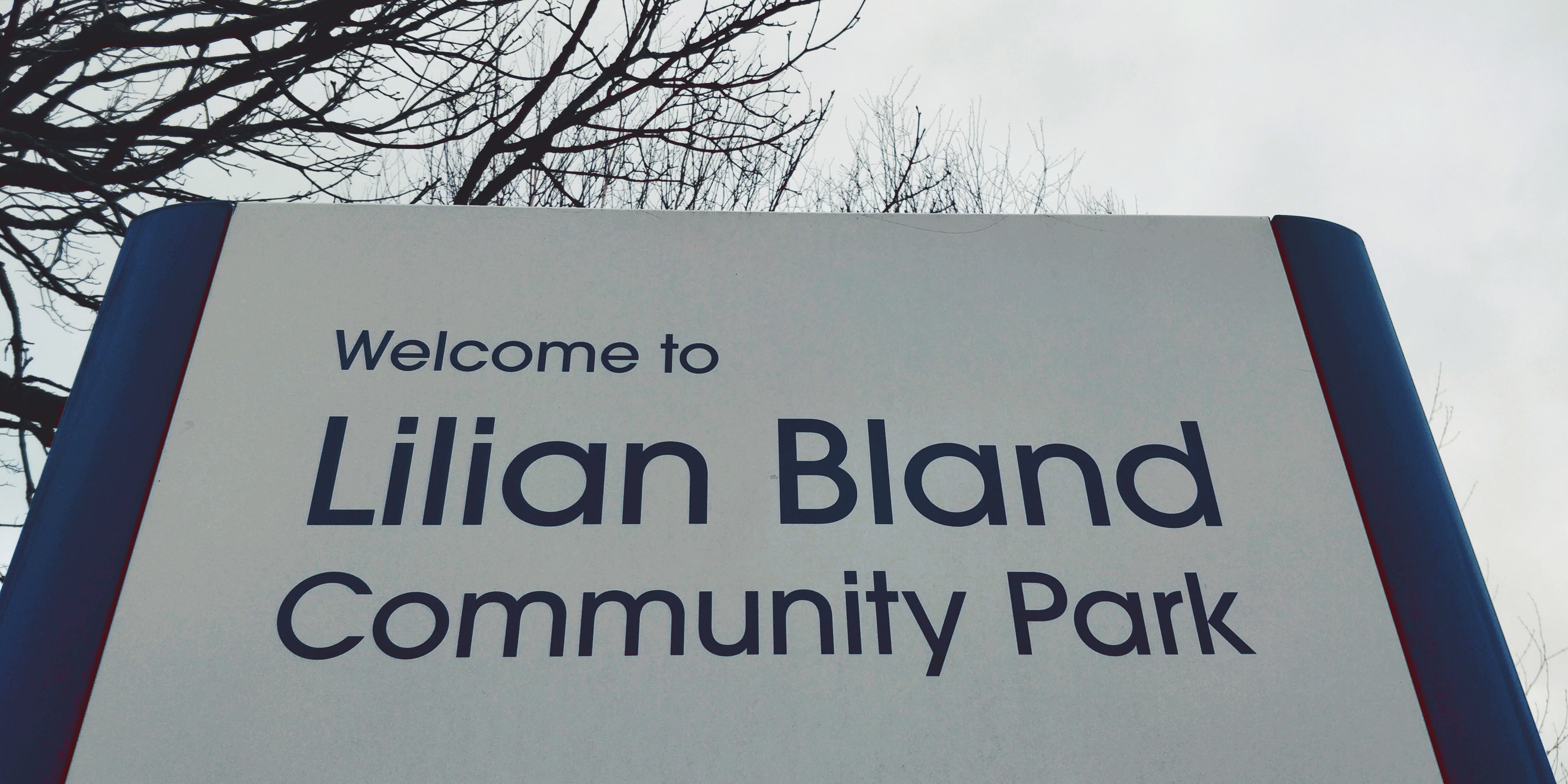
Der Lilian Bland Community Park in Glengormley

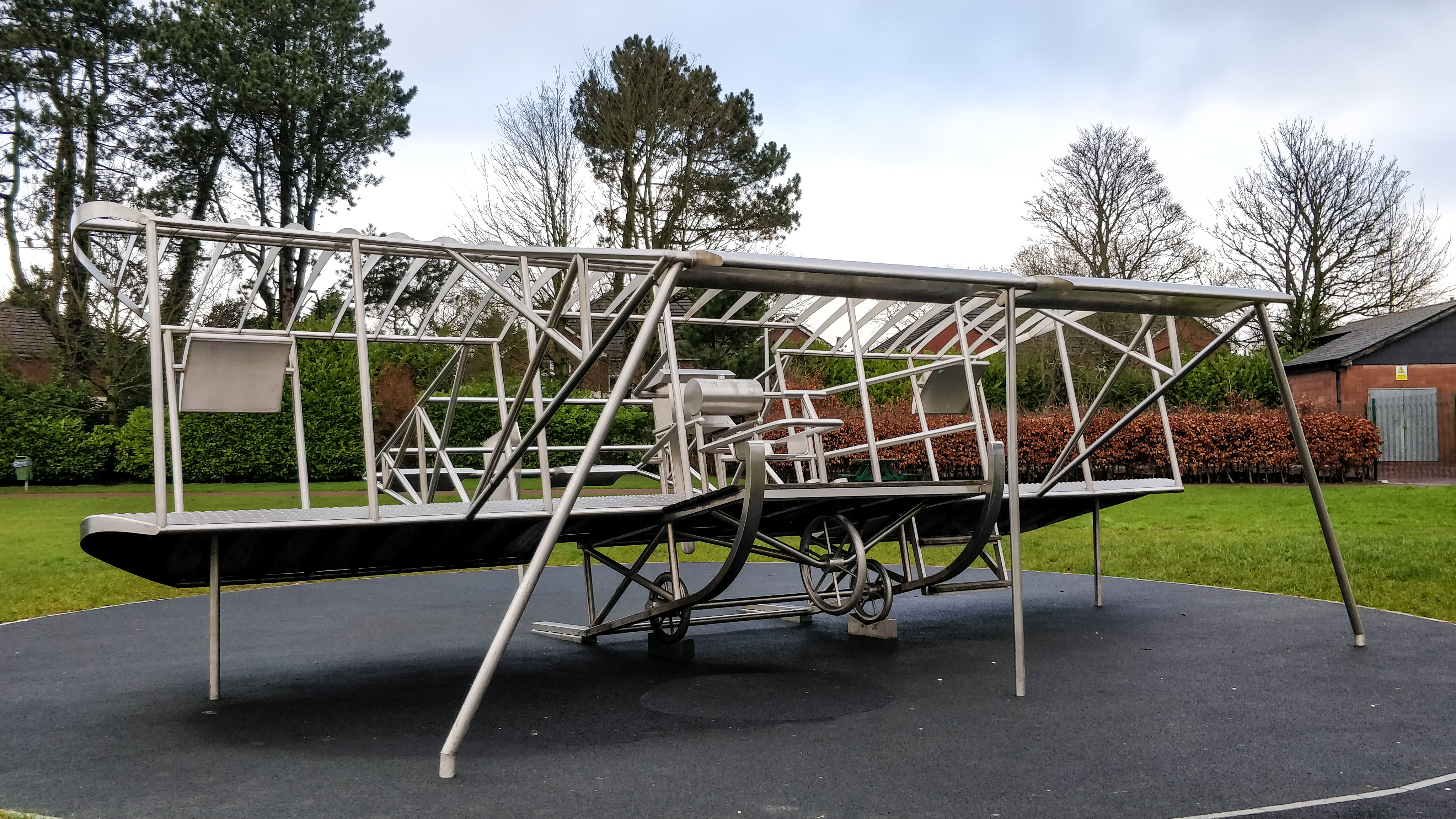
Nachbau der Mayfly im Community Park

Lilian Emily Bland (* 28. September 1878 in Willington House bei Maidstone in Kent; † 11. Mai 1971) war eine englisch-irische Luftfahrtpionierin. Sie flog den ersten motorisierten Doppeldecker Irlands und war nach bisherigen Erkenntnissen die erste Frau der Welt, die ein Flugzeug entwarf, baute und selbst flog.

## Biographie
Lilian Bland entstammte einer irischen Familie, wurde aber in England geboren: sie war das Jüngste von drei Kindern von Emily und John Bland. Im Jahr 1900 zog Lilian mit einem Teil der Familie von England zurück nach Carnmoney, der irischen Heimatstadt ihres Vaters, während die Mutter aus gesundheitlichen Gründen mit einer Tochter in die Nähe des Mittelmeers zog. Sie starb 1906.
Bis 1908 hatte Lilian Bland sich als Sportfotografin für Londoner Zeitungen einen Namen gemacht. Sie war eine für die damalige Zeit unkonventionelle Frau: Sie trug Reithosen, rauchte, bastelte an Autos herum und nahm erfolgreich an Jagd-, Angel- und Schießwettbewerben teil. Sie war eine der ersten Frauen in Irland, die eine Jockey-Lizenz erhielt.
Nachdem ihr Onkel ihr eine Postkarte mit Darstellungen des Eindeckers von Louis Blériot aus Frankreich geschickt hatte, erwachte ihr Interesse für die Luftfahrt. 1909 besuchte sie die Blackpool Aviation Week 1909, das erste offizielle Luftfahrttreffen in Großbritannien. Dort beobachtete sie die Piloten beim Flug und notierte sich detailliert technische Details der ausgestellten Flugzeuge. Weiterhin informierte sie sich mit Literatur und Zeitungsberichten. Anschließend begann sie, in der Werkstatt ihres Onkels, ein Flugzeug zu bauen.
Bland konstruierte zunächst ein Doppeldecker-Modell mit einer Flügelspannweite von sechs Fuß (rund 1,80 Meter), das sie wie einen Drachen aufsteigen ließ. Anschließend baute sie ein Gleitflugzeug in voller Größe. Dazu verwendete sie verschiedene Holzarten, wie Bambus, Fichte, Ulme und Eschenholz. In Erinnerung an den Flug von Möwen, die sie in Schottland beobachtet hatte, dämpfte sie Eschenholz, um es in die Form der Vogelflügel biegen zu können. Für die Rippen und Stützen benutzte sie Fichtenholz. Die Bespannung der Tragflächen bestand aus ungebleichtem Kattun, der in einer Mischung aus Gelatine und Formalin gebadet wurde, um ihn wasserdicht zu machen. Die Landekufen fertigte sie aus Esche und die Ausleger aus Bambus. Der Pilotensitz aus Segeltuch war umschlossen und mit vier Gurten gesichert, um ein Herausfallen des Piloten zu verhindern. Als Steuerung diente ein Fahrradlenker. Das fertige Flugzeug hatte eine Spannweite von 20 Fuß und 7 Inch (rund 6,30 Meter) und wog rund 90 Kilogramm. Wegen der Zweifel, die ihr gegenüber an seiner Flugfähigkeit geäußert wurden, nannte Lilian es mit bewusster Ironie Mayfly (doppeldeutig: könnte fliegen oder Eintagsfliege).
Die Mayfly hatte ihren Testflug an den Hängen des Carnmoney Hill, wozu Lilian Bland die Hilfe von vier 1,80 m großen, stämmigen Mitgliedern der Royal Irish Constabulary und einem weiteren jungen Mann mit Namen Joe in Anspruch nahm. Die fünf Männer hielten sich an dem Flugzeug fest, bis der Wind sie in die Luft hob. Die vier Constables ließen los, während Joe sich festhielt, um den Gleiter wieder auf den Boden zu bringen. Lilian kam zu dem Schluss, dass die Mayfly, wenn sie das Gewicht von fünf Männern tragen könne, auch das Gewicht eines Motors tragen könne. Sie bestellte einen luftgekühlten Zweitaktmotor bei der A.V. Roe and Company in Manchester, den sie persönlich abholte und mit dem Zug nach Irland transportierte. Das Flugzeug wurde nach weiteren verstärkenden Umbauten vom Anwesen von Lord O’Neill in Randalstown gestartet; es flog in einer Höhe von rund neun Metern etwa 400 Meter weit.
Lilian Bland startete ein Unternehmen, das ihre Doppeldecker für £250 (ohne Motor) und Gleitflugzeuge für £80 anbot. Ihr Vater, der sich Sorgen um ihre Sicherheit machte, schenkte ihr einen Ford Modell T und brachte sie erfolgreich von ihren Luftfahrtplänen ab, auch weil sie erkannt hatte, dass ihr mit dem Luftfahrtunternehmen kein geschäftlicher Erfolg beschieden sein würde. Sie brachte sich selbst das Fahren bei und wurde die erste Agentin von Ford in Belfast. Neben diesen Aktivitäten betätigte sie sich weiterhin als Fotografin.
Im Oktober 1911 heiratete Lilian Bland ihren Cousin Charles Loftus Bland – mutmaßlich war es eine arrangierte Ehe – und emigrierte mit ihm nach Kanada, wo die Eheleute in Quatsino auf Vancouver Island wohnten und eine große Farm betrieben; zwischenzeitlich lebten sie von 1921 bis 1925 in Napa Valley. Nach dem Tod ihrer gemeinsamen Tochter Patricia, die 1929 mit 16 Jahren an Tetanus starb, ließen sich die Eheleute scheiden. Charles Bland blieb in Kanada, wo er 1973 im Alter von 91 Jahren starb.
Lilian Bland zog 1935 nach Kent, wo sie mit ihrem Bruder Robert bis in die 1950er Jahre lebte, bis sie nach Cornwall zurückkehrte. Dort ließ sie sich dank der Gewinne aus Börsenspekulationen nieder, wie sie auch ansonsten gerne dem Glücksspiel frönte. Sie starb am 11. Mai 1971 im Alter von 92 Jahren und ist auf dem Friedhof in Sennen, in der Nähe von Land’s End, begraben.

## Erinnerung
Am Elternhaus von Lilian Bland in Carnmoney wurde 1997 eine Erinnerungstafel angebracht. Im irischen Glengormley, einem Nachbarort von Carnmoney, ist seit 2011 der Lilian Bland Community Park nach ihr benannt. Dort ist ein stählerner Nachbau der Mayfly zu sehen.
2020 brachte die irische Post An Post im Rahmen der Serie Pioneering Irish women eine Briefmarke mit Lilian Blands Konterfei heraus.